# حنظب (جنس)
الحُنظُب (الاسم العلمي Lucanus) هو جنس حشرات نافعة من فصيلة الحنظبيات. الذكر أكبر قداً من الأنثى وهو كبير الجثة، غليظ الرأس، عظيم التآشير، مستطيل الزبانى، كستني الأغماد السفع المواج. أما الأنثى فصغيرةُ الحجم والرأس والتآشير. أغمادها إلى السمرة العابقة العادمة المواج. اليرقة غبراء اللون، مُحْدَوْدَبَة الشكل، تعيش على جذوع الأشجار.